# Officine Specializzata Costruzioni Automobili
Officine Specializzata Costruzioni Automobili, kurz OSCA, war ein italienischer Hersteller von Automobilen.

## Unternehmensgeschichte
Die Brüder Bindo, Ernesto und Ettore Maserati hatten ihr bisheriges Unternehmen, Maserati, nach dem Tod des Firmengründers Alfieri Maserati im Jahr 1932 bereits 1937 an den Unternehmer Adolfo Orsi verkauft. Durch einen Vertrag mit dem neuen Eigentümer waren sie jedoch zehn weitere Jahre an Maserati gebunden. Nach Ablauf dieser Frist gründeten sie 1947 in Bologna das Unternehmen Officine Specializzata Costruzioni Automobili zur Produktion von Automobilen. 1963 veräußerten die Maserati-Brüder das Unternehmen an Domenico Agusta. 1967 endete die Produktion.

## Fahrzeuge
Es wurden Sport- und Rennwagen hergestellt. Die meisten Fahrzeuge waren mit Vierzylindermotoren mit Hubräumen zwischen 750 und 2000 cm³ ausgestattet. Lediglich das Modell 2000 S, welches von 1952 bis 1956 produziert wurde, besaß einen Sechszylindermotor.

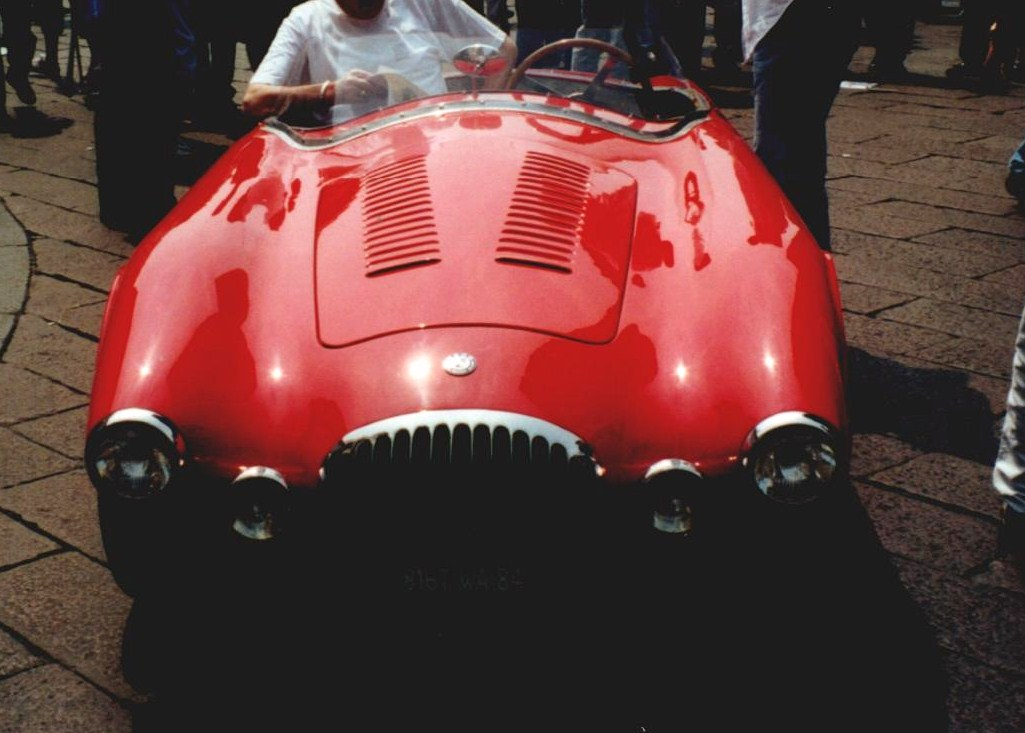
Osca MT4 von 1949
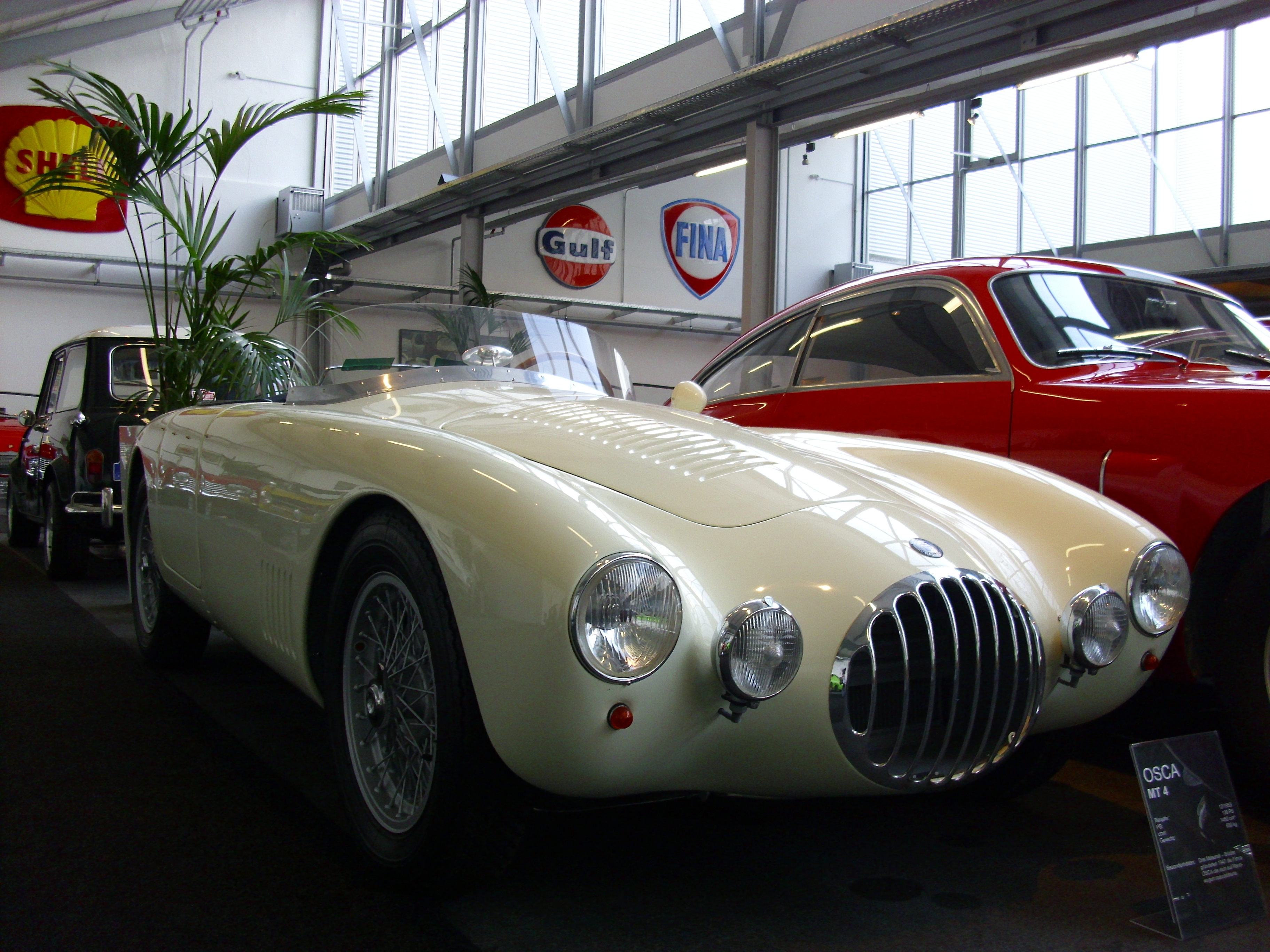
Osca MT4 von 1953
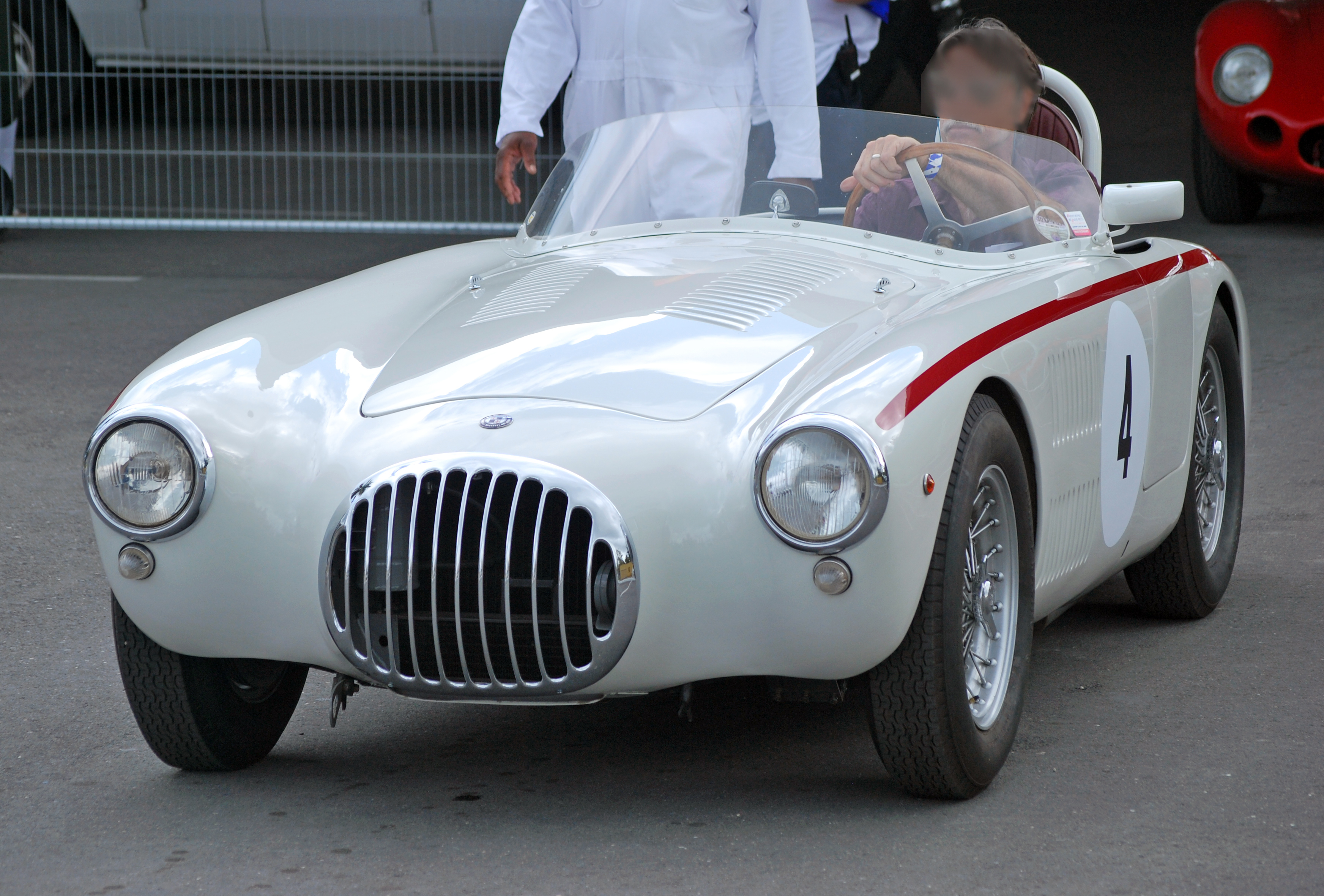
1954 OSCA 2000 S
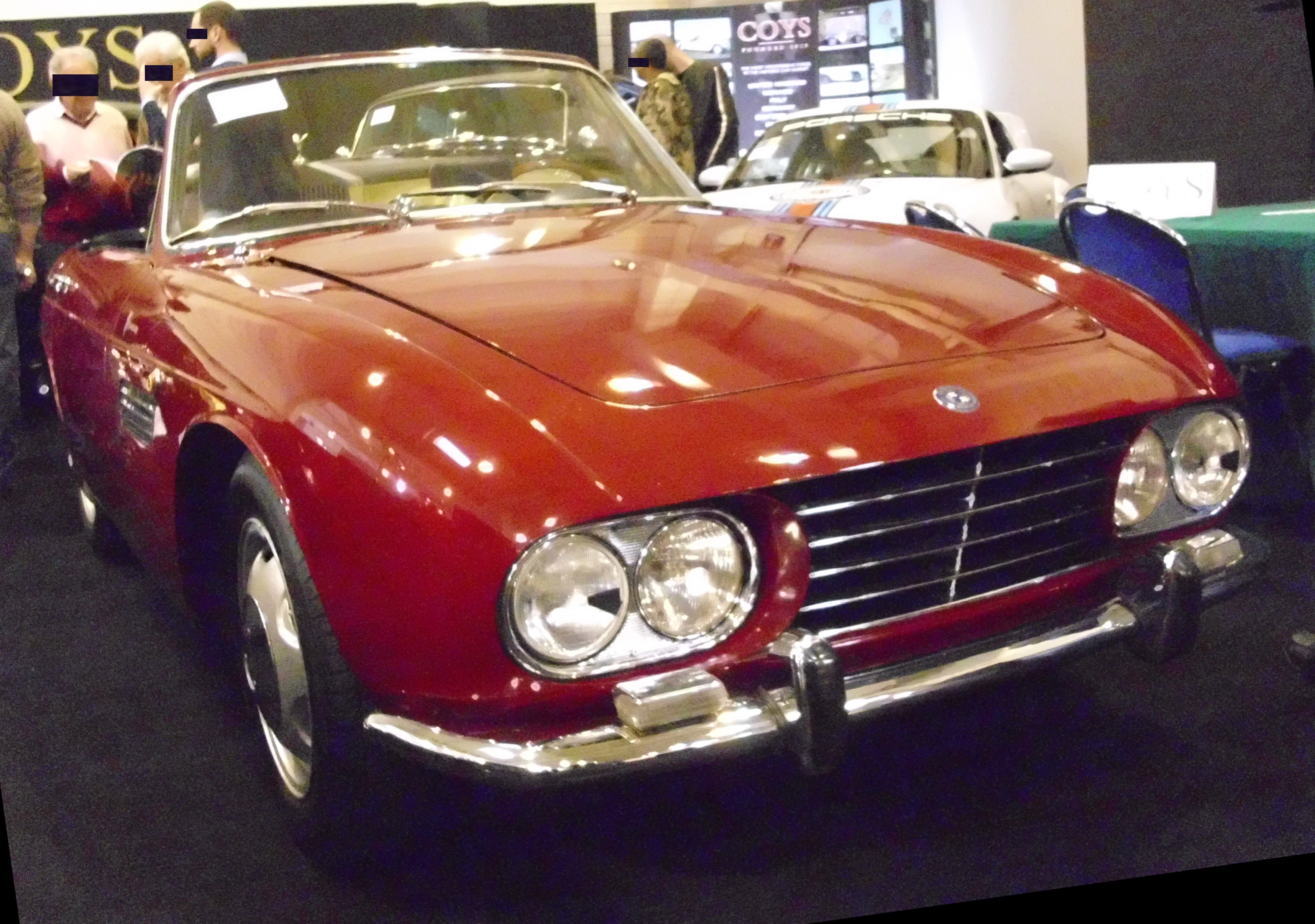
OSCA 1600 GT 2 von 1963, Karosserie von Fissore